# My Little Pony: Equestria Girls: Legenda Everfree
My Little Pony: Equestria Girls: Legenda Everfree (ang. My Little Pony: Equestria Girls: Legend of Everfree) – amerykańsko-kanadyjski film animowany z 2016 roku w reżyserii Ishi Rudella. Kontynuacja filmu My Little Pony: Equestria Girls: Igrzyska Przyjaźni z 2015 roku, spin-off serialu My Little Pony: Przyjaźń to magia oraz czwarty film z serii Equestria Girls. Wyprodukowana przez wytwórnię Hasbro Studios i DHX Media.
Premiera filmu odbyła się w Stanach Zjednoczonych 1 października 2016 na stronie internetowej platformy Netflix. W Polsce film zadebiutował dwa tygodnie po premierze amerykańskiej 15 października 2016 na antenie teleTOON+.

## Opis fabuły
Film opowiada o kolejnych perypetiach siódemki przyjaciółek z liceum Canterlot – Sunset Shimmer, Twilight Sparkle ,Rainbow Dash, Applejack, Pinkie Pie, Rarity i Fluttershy, które jadą na wycieczkę do obozu Everfree. Dziewczyny znajdują magiczną siłę, które powodują dziwne zjawiska na obozie. Z pomocą Sunset Shimmer i pozostałych przyjaciółek Twilight Sparkle musi zmierzyć się ze swoim alter ego mroczną Midnight Sparkle, a także opanować swoje nowe magiczne zdolności, aby uratować obóz Everfree.

## Obsada
- Rebecca Shoichet – Sunset Shimmer
- Tara Strong – Twilight Sparkle / Midnight Sparkle
- Ashleigh Ball – Applejack,
  - Rainbow Dash
- Andrea Libman – Pinkie Pie,
  - Fluttershy
- Tabitha St. Germain – Rarity,
  - Wicedyrektor Luna
- Cathy Weseluck – Spike
- Enid-Raye Adams – Gloriosa Daisy
- Brian Doe – Timber Spruce
- Nicole Oliver – Dyrektor Celestia
- Vincent Tong – Flash Sentry
- Michael Dobson – Bulk Biceps
- Kathleen Barr – Trixie Lulamoon
- Brian Drummond – Filthy Rich

## Wersja polska
Wersja polska: SDI Media Polska na zlecenie Hasbro

Reżyseria: Joanna Węgrzynowska-Cybińska

Dialogi: Ewa Mart

Teksty piosenek: Tomasz Robaczewski

Kierownictwo muzyczne: Juliusz Kamil

Wystąpili:
- Anna Cieślak – Sunset Shimmer (dialogi)
- Magdalena Krylik – Twilight Sparkle
- Paulina Korthals – Sunset Shimmer (piosenki)
- Agnieszka Mrozińska – Rainbow Dash
- Monika Pikuła – Applejack (dialogi)
- Anna Sochacka – Applejack (piosenki)
- Julia Kołakowska-Bytner – Pinkie Pie
- Małgorzata Szymańska – Fluttershy
- Monika Kwiatkowska – Rarity (dialogi)
- Magdalena Tul – Rarity (piosenki)
- Dominika Kluźniak – Spike
- Klementyna Umer – Gloriosa Daisy
- Karol Osentowski – Timber Spruce

W pozostałych rolach:
- Agnieszka Fajlhauer – Trixie
- Elżbieta Futera-Jędrzejewska – Dyrektor Celestia
- Karol Jankiewicz – Flash Sentry
- Mikołaj Klimek – Bulk Biceps (część kwestii)
- Grzegorz Kwiecień – Snails
- Łukasz Lewandowski – Snips
- Jakub Szydłowski – Bulk Biceps (część kwestii)
- Brygida Turowska – Wicedyrektor Luna
- Joanna Węgrzynowska-Cybińska – Derpy
- Jakub Wieczorek – Filthy Rich
- Maksymilian Bogumił
- Krzysztof Cybiński
- Krzysztof Gantner
- Joanna Kuberska
- Julia Łukowiak
- Maksymilian Michasiów
- Sebastian Perdek
- Grzegorz Pierczyński
- Joanna Sokołowska
- Kinga Suchan

i inni
Wykonanie piosenek: Justyna Bojczuk, Artur Bomert, Juliusz Kamil, Julia Kołakowska-Bytner, Paulina Korthals, Patrycja Kotlarska, Małgorzata Kozłowska, Magdalena Krylik, Weronika Łukaszewska, Agnieszka Mrozińska, Katarzyna Owczarz, Anna Sochacka, Małgorzata Szymańska, Magdalena Tul, Klementyna Umer
Lektor: Paweł Bukrewicz